# Neville Lederle
Neville Lederle (Theunissen, 25 settembre 1938 – Knysna, 17 maggio 2019) è stato un pilota automobilistico sudafricano.

## Carriera
Iniziò la sua carriera in Formula 1 prendendo parte a vari Gran Premi non validi per il campionato mondiale.
Nel 1962 chiuse 5º il Gran Premio del Rand e 4º il Gran Premio del Natal che facevano parte del campionato sudafricano e debuttò nel Mondiale nel Gran Premio del Sudafrica concludendo la gara al 6º posto e ottenendo un punto iridato.
Nel 1963 si impose nel Campionato sudafricano di Formula 1 ma durante le prove per la 9 Ore del Rand si ruppe una gamba terminando anzitempo la stagione.
Ritornò alle corse nel Gran Premio del Rand 1964 dove chiuse 10º, ma fallì la qualificazione al Gran Premio del Sudafrica 1965.
Deluso, si ritirò dalle corse e aprì una concessionaria d'auto Volkswagen.

## Risultati in Formula 1
| 1962 | Scuderia       | Vettura  |  |  |  |  |  |  |  |  |   |  |  | Punti | Pos. |
| ---- | -------------- | -------- |  |  |  |  |  |  |  |  | - |  |  | ----- | ---- |
| 1962 | Pilota privato | Lotus 21 |  |  |  |  |  |  |  |  | 6 |  |  | 1     | 18º  |

| 1965 | Scuderia           | Vettura  |    |  |  |  |  |  |  |  |  |  |  | Punti | Pos. |
| ---- | ------------------ | -------- | -- |  |  |  |  |  |  |  |  |  |  | ----- | ---- |
| 1965 | Scuderia Scribante | Lotus 21 | NQ |  |  |  |  |  |  |  |  |  |  | 0     |      |

| Legenda | 1º posto     | 2º posto | 3º posto    | A punti         | Senza punti/Non class.  | Grassetto – Pole position Corsivo – Giro più veloce |
| Legenda | Squalificato | Ritirato | Non partito | Non qualificato | Solo prove/Terzo pilota | Grassetto – Pole position Corsivo – Giro più veloce |